# Erzbistum Port of Spain

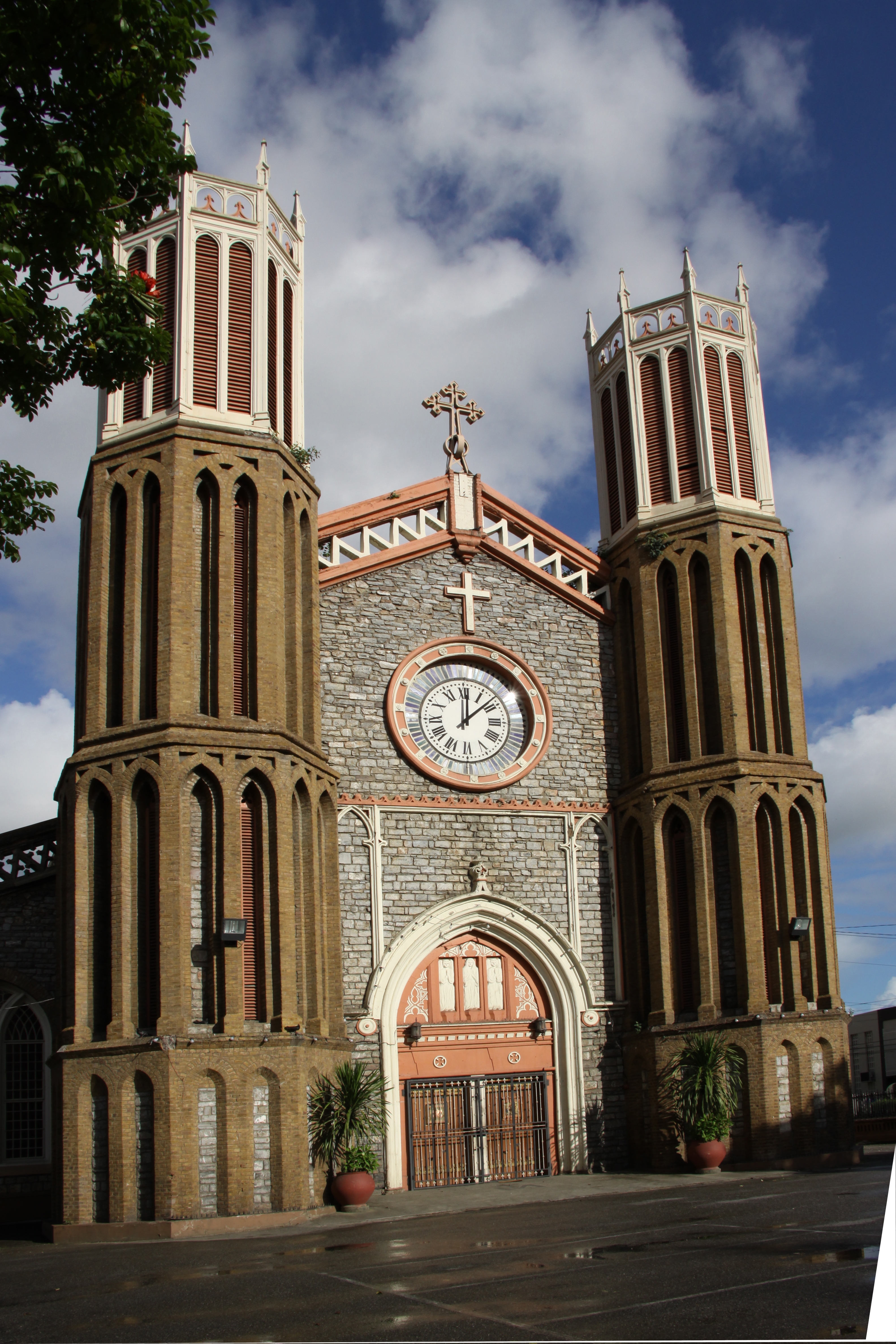
Kathedrale Port of Spain

Das Erzbistum Port of Spain (lateinisch Archidioecesis Portus Hispaniae, englisch Archdiocese of Port of Spain) ist eine römisch-katholische Erzdiözese mit Sitz in Port of Spain. Sie wurde 1850 errichtet und umfasst den Staat Trinidad und Tobago mit einer Fläche von insgesamt 5.128 km² und 1.311.000 Einwohnern, davon 288.000 Katholiken (22 %).

## Geschichte
Papst Leo X. gründete im Jahre 1516 die Territorialabtei Trinidad, die im Jahr 1650 aufgegeben wurde. Ab 1687 wurde die Mission spanischen Kapuzinern übertragen. Auf sie geht die Wallfahrt zum Heiligtum Unserer Lieben Frau von Montserrat im Dorf Tortuga in den Bergen des Central Range zurück.
Pius VII. gründete das Apostolische Vikariat Trinidad am 23. Februar 1818 aus Gebietsabtretungen des Bistums Santo Tomás de Guayana.
Am 10. Januar 1837 gab es aufgrund des Breves „Ex munere pastoralis“ einen Teil seines Territoriums zugunsten des neuerrichteten Apostolischen Vikariats Jamaika ab. Am 30. April 1850 gab es einen weiteren Teil des bisherigen Sprengels an das neu errichtete Bistum Roseau ab. Zugleich wurde es zum Metropolitanbistum erhoben. Im letzten Drittel des 19. Jahrhunderts und in den beiden ersten Dritteln des 20. Jahrhunderts wurde die Seelsorge im Erzbistum Port of Spain maßgeblich von irischen Dominikanern geprägt, aus deren Reihen die Erzbischöfe und ein Großteil des Klerus kamen. Nach wiederholten Aufforderungen der Kurie, es auch Einheimischen zu ermöglichen, Priester zu werden, eröffnete der in dieser Hinsicht widerstrebende Erzbischof, Graf Finbar Ryan, 1943 schließlich ein Priesterseminar in Tunapuna.
Am 20. Februar 1956 gab es die Insel Grenada und die südlichen Grenadinen zur Neugründung des Bistums Saint George’s in Grenada ab.
Im Jahre 2015 nahmen rund 18 % der Katholiken im Erzbistum Port of Spain an den Sonntagsgottesdiensten teil. Zum Erzbistum Port of Spain gehören auch mehrere Gemeinden der syro-malabarische katholischen Kirche, die ihre Gottesdienste auf Malayalam feiern, und vier syro-malabarische Priester (Stand 2017), eine Folge der Einwanderung aus Britisch-Indien unter dem Indentur-System seit 1838.

## Ordinarien

### Apostolische Vikare von Trinidad
- James Buckley (6. März 1819–26. März 1828)
- Daniel McDonnell (23. Dezember 1828–26. Oktober 1844)
- Patrick Richard Smith (1844–1850)

### Erzbischöfe von Port of Spain
- Patrick Richard Smith (1850–1852)
- Vincent Spaccapietra CM (1855–1859)
- Ferdinand English (28. September 1860–19. September 1862)
- Joachim-Hyacinthe Gonin OP (21. Dezember 1863–13. März 1889)
- Patrick Vincent Flood OP (8. März 1889–17. Mai 1907)
- John Pius Dowling OP (9. März 1909–6. Juni 1940)
- Patrick Finbar Ryan OP (6. Juni 1940–24. Mai 1966)
  - William Michael Fitzgerald OP, Titularbischof von Zarna und Weihbischof in Port of Spain, 1966 bis 1967 Apostolischer Administrator von Port of Spain.
- Gordon Anthony Pantin CSSp (29. November 1967–11. März 2000)
- Edward Joseph Gilbert CSsR (21. März 2001–26. Dezember 2011)
- Joseph Everard Harris CSSp (26. Dezember 2011–19. Oktober 2017)
- Charles Jason Gordon (seit 19. Oktober 2017)